# Ferenczi László
Ferenczi László (Budapest, 1937. január 9. – Budapest, 2015. június 22.) irodalomtörténész, kritikus, esszéista, egyetemi tanár.

## Élete
Édesapja ügyvéd, aki az ötvenes évektől – az ügyvédi munkaközösségek felállításától – felhagy szakmája gyakorlásával. 1955-ben érettségizett a budapesti Madách Gimnáziumban. Sikeres felvételi vizsgája ellenére nem vették fel az egyetemre. 1956 nyarán ismét elutasították a jelentkezését, fellebbezésre vették fel. 1956 és 1961 között az ELTE BTK magyar-történelem szakos hallgatója volt, 1961-ben diplomázott. Verseket írt, a klasszika-filológia érdekelte. Ötödéves hallgató, amikor első irodalomtörténeti tanulmánya megjelent. 1961. szeptemberétől 2006. december 31-ig, nyugdíjba vonulásáig az [MTA Irodalomtudományi Intézetének munkatársa (gyakornoki beosztástól a tudományos tanácsadóig), annak több osztályán dolgozott. 1961 és 1964 között a PEN Club szervezőtitkára volt. Ez idő alatt került először személyes kapcsolatba a belga irodalom képviselőivel. 1969-ben jut el Brüsszelbe. Első könyve 1970-ben jelent meg, kritikát Rónay György írt hozzá. 1977-ben megvédett kandidátusi disszertációja témája Voltaire. A történetírás és poétika kapcsolata volt. 1977-ben tagja lett a Magyar Írószövetségnek. 1980-ban a New York-i Egyetem összehasonlító tanszékén tart előadásokat. 1993-ban az MTA doktora lett. Értekezése: Kassák Lajos. Világirodalmi párbeszéd vagy belső monológ. 1998-tól 2006-ig a Miskolci Egyetem tanára volt. A POLISZ belső munkatársa volt 1999-től 2014-ig.

## Főbb művei

### Könyvek
- Éluard; Gondolat, Bp., 1970
- Studies in 18th Century Literature; szerk. Ferenczi László, Szenczi Miklós; Akadémiai, Bp., 1974
- Voltaire-problémák; Magvető, Bp., 1978 (Gyorsuló idő)
- Sőtér István; Akadémiai, Bp., 1979 (Kortársaink)
- David Scheinert ou la passion d’une juste milieu. Essai suivi de textes et d’une; Louis Musin, Bruxelles, 1982
- "Én Kassák Lajos vagyok"; Kozmosz, Bp., 1987
- A remény zuhatagja. A felvilágosodás változatai; Kozmosz, Bp., 1988
- Essai de relire Maurice Carême; Fondation Maurice Carême, Bruxelles, 1992
- Dossier Maurice Carême, Arlon (Belgium), Maison de la Culture, 1992; 2. kiad. 1994, 3. kiad. 1997, bjelorusz kiad., orosz nyelvű bevezetővel, Gomel, Gomleszkij Goszudarsztvennoj Universitet, 2002, bolgár részfordítás: Za Maurice Carême, Stara Zagore, röplap, 1999
- Voltaire: Candide vagy az optimizmus; Akkord Kiadó, Bp., 1998
- "Csak a máé a rettenet…". Politikum és költészet kapcsolatai; Kráter, Bp., 1999
- Egy barátság margójára. Egy betegség anatómiája; Orpheusz, Bp., 2009
- "Még egy kicsit nézni…". Esszék és tanulmányok; Hungarovox, Bp., 2009
- Találkozások és tapasztalatok; Kráter, Pomáz, 2015 (Teleszkóp)
- 74. Ferenczi László versei 1956-2010; vál., sajtó alá rend. Kállai Zsanett; s.n, s.l., 2012
- Joó Tibor. Esszémonográfia egy befejezetlen életműről (Hungarovox, Bp., 2022 - ISBN 978-963-534-121-4), az előszót írta, a szöveget, a jegyzeteket és a bibliográfiát gondozta Tóth Szilvia

### Elő- és utószavak, válogatások, szövegkiadások
- Krúdy Gyula: Az ördög alszik; Szépirodalmi, Bp., 1972 (vál.)
- Simon István: A sümegi vadgesztenyék; Móra, Bp., 1979 (utószó)
- Illyés Gyula: Amikor az óceán partjára jutottam; Kozmosz, Bp., 1980 (vál., szerk., jegyz., utószó)
- Babits Mihály: Messze, messze…; Móra, Bp., 1981 (vál., szerk., jegyz., utószó)
- Kölcsey Ferenc: Minden órám. Kölcsey Ferenc válogatott művei; Kozmosz, Bp., 1983 (A magyar irodalom gyöngyszemei) (vál., szerk., jegyz., utószó)
- Kazinczy Ferenc: A nagy titok. Versek, műfordítások, memoárok, levelek; Kozmosz, Bp., 1986 (A magyar irodalom gyöngyszemei) (vál., szerk., jegyz., utószó)
- Jean Bodin: Az államról; Gondolat, Bp., 1987 (Politikai gondolkodók) (előszó)
- Dom Augustin Calmet: Angyalokról, démonokról, szellemekről...; ford. és utószó Lőrinszky Ildikó, szerk. Kékes Mária; Holnap, Bp., 1992 (vál.)
- Voltaire: Candide; ford. Gyergyai Albert; ill. vál. Tóth Szilvia; Ikon, Bp., 1993; 2. kiad. Műszaki, Bp., 2000 (Talentum műelemzések) (szöveggond., előszó, kommentárok)
- Molière: Tartuffe; ford. Vas István; ill. vál. Tóth Szilvia; Ikon, Bp., 1994; 2. kiad. Műszaki, Bp., 2000 (szöveggond., előszó, kommentárok)
- Maurice Carême: Un trou dans la tête; Bernard Gildon Éditeur, Bruxelles, 1998 (utószó: Biographie)
- Liliane Wouters: A vér zarándoklata. Válogatott versek; ford. és vál. Tóth Krisztina, Ferenczi László, Lackfi János, utószó Ferenczi László, Lackfi János; Széphalom, Bp., 1999
- Guglielmo Ferrero: A hatalom. A legitimitás elvei a történelemben; ford. Járai Judit; Kairosz, Szentendre, 2001 (előszó)
- Csillagkönnyek. Antológia; szerk. Rőthler István; Filács, Bp., 2002 (Üdvözlet az olvasónak)
- Simon Tamás: A zsidó Don Juan; Ex libris, Bp., 2003 (előszó)
- Tony Judt: Befejezetlen múlt. A francia értelmiség, 1944-1956; ford. Árokszállási Zoltán; XX. Század Intézet, Bp., 2008 (utószó)

Írásai megjelentek: az Acta Litteraria, az Alföld, az Arion, az Átváltozások, a (Revue de) La Barbacane (Franciaország), a Búvópatak, a Cahiers du Midi (Belgium), a Cahiers Roucher – André Chénier (Versailles), a Dunatükör, a Les Elytres du Hanneton (Belgium), az Élet és Irodalom, az Életünk, az Európai Szemmel, a Filológiai Közlöny, a Helikon, a Hellenic Review (Athén), a Hitel, a The Hungarian P. E. N. –  le P. E. N. Hongrois, az International P. E. N. (London), a Hungarológiai Értesítő, az Irodalmi Szemle, az Irodalomtörténet, az Irodalomtörténeti Közlemények, a Jelenkor, a Le Journal des Poètes (Belgium), a Kortárs, a Könyvvilág, a Kritika, a Literatura, a Magyar Hírlap, a Magyar Napló, a Magyar Nemzet, a Műhely, a Nagyvilág, a Napjaink, a Neohelikon, a The New Hungarian Quarterly, a Nouvelles Études Hongroises, a Parnasszus, a PI Revue de Poésie (Belgium), a Poemas (Belgium), a POLÍSZ, a Le Spantole (Belgium), a Színház, a Tiszatáj, az Új Írás, a Valóság, a Vigilia és Világirodalmi Figyelő kiadványokban.
További művei az MTMT adatbázisában

## Díjai
- Maurice Carême-díj (1991)
- Magyar Köztársasági Érdemrend kiskeresztje (1997)
- Miskolci Egyetem Signum Aureum Universitatis (2004)